# Jan Hempel
Jan Hempel, né le 21 août 1971 à Dresde, est un plongeur allemand.

## Palmarès

### Jeux olympiques
- Atlanta 1996
  -  Médaille d'argent en plateforme 10 mètres
- Sydney 2000
  -  Médaille de bronze en plateforme 10 mètres synchronisé[1].

### Championnats du monde
- Championnats du monde de natation 1998
  -  Médaille d'argent en plateforme 10 mètres synchronisé.
- Championnats du monde de natation 1998
  -  Médaille de bronze en plateforme 10 mètres

### Championnats d'Europe
Représentant l'Allemagne de l'Est :
- Championnats d'Europe de natation 1987
  -  Médaille d'argent en plateforme 10 mètres
- Championnats d'Europe de natation 1989
  -  Médaille de bronze en tremplin 3 mètres

Représentant l'Allemagne :
- Championnats d'Europe de natation 1993
  -  Médaille d'or en tremplin 3 mètres
- Championnats d'Europe de natation 1993
  -  Médaille de bronze en plateforme 10 mètres
- Championnats d'Europe de natation 1995
  -  Médaille d'argent en tremplin 3 mètres
- Championnats d'Europe de natation 1995
  -  Médaille d'argent en plateforme 10 mètres
- Championnats d'Europe de natation 1997
  -  Médaille d'or en tremplin 3 mètres
- Championnats d'Europe de natation 1997
  -  Médaille d'or en plateforme 10 mètres